# کیوجیو
کیوجیو (به لاتین: Qujiu) یک شهرک در جمهوری خلق چین است که در شهرستان فوسوی واقع شده‌است. کیوجیو ۱۷۴٫۳۵ کیلومتر مربع مساحت و ۲۸٬۰۰۰ نفر جمعیت دارد.